# Andrus Veerpalu
Andrus Veerpalu (Pärnu, URSS, 8 de febrero de 1971) es un deportista estonio que compitió en esquí de fondo, doble campeón olímpico y doble campeón mundial.

## Trayectoria
Participó en seis Juegos Olímpicos de Invierno, entre los años 1992 y 2010, obteniendo tres medallas: dos en Salt Lake City 2002, oro en 15 km y bronce en 50 km, y una de oro en Turín 2006, en los 15 km; además de conseguir un octavo lugar en Nagano 1998 (10 km) y un sexto en Vancouver 2010 (50 km).
Ganó tres medallas en el Campeonato Mundial de Esquí Nórdico entre los años 1999 y 2009, coronándose campeón en 2001 (30 km) y en 2009 (15 km).
En la Copa del Mundo obtuvo en total once podios, con seis victorias: dos en 2003, dos en 2004 y dos en 2005; consiguiendo en 2003 y 2004 el séptimo lugar en la clasificación general, su mejor posición en la Copa del Mundo.
En 2005 fue galardonado con la Medalla Holmenkollen.
Se retiró de la competición en febrero de 2011, a los 40 años. Un mes antes había dado positivo en un control antidopaje por hormona del crecimiento y fue sancionado por la Federación Internacional de Esquí (FIS) con tres años de suspensión. Veerpalu recurrió la sanción, y el Tribunal de Arbitraje Deportivo anuló la decisión de la FIS por fallos en el procedimiento.
Posteriormente, trabajó como entrenador del equipo kazajo de esquí de fondo. En 2021 fue declarado culpable por su implicación como entrenador en una red de dopaje sanguíneo.

## Palmarés internacional
| Juegos Olímpicos   | Juegos Olímpicos                | Juegos Olímpicos | Juegos Olímpicos |
| Año                | Lugar                           | Medalla          | Prueba           |
| ------------------ | ------------------------------- | ---------------- | ---------------- |
| 2002               | Salt Lake City (Estados Unidos) | Medalla de oro   | 15 km            |
| 2002               | Salt Lake City (Estados Unidos) | Medalla de plata | 50 km            |
| 2006               | Turín (Italia)                  | Medalla de oro   | 15 km            |
| Campeonato Mundial |                                 |                  |                  |
| Año                | Lugar                           | Medalla          | Prueba           |
| 1999               | Ramsau (Austria)                | Medalla de plata | 50 km            |
| 2001               | Lahti (Finlandia)               | Medalla de oro   | 30 km            |
| 2009               | Liberec (República Checa)       | Medalla de oro   | 15 km            |